# Chrysobalanus
Genre
Classification APG III (2009)
Chrysobalanus est un genre de plantes à fleurs dicotylédones de la famille des Chrysobalanaceae.

## Liste d'espèces
Selon World Checklist of Selected Plant Families (WCSP) (5 déc. 2010) :
- Chrysobalanus cuspidatus Griseb. ex Duss (1897)
- Chrysobalanus icaco L. (1753)
- Chrysobalanus venezuelanus G.T.Prance (1989)